# Saugasse

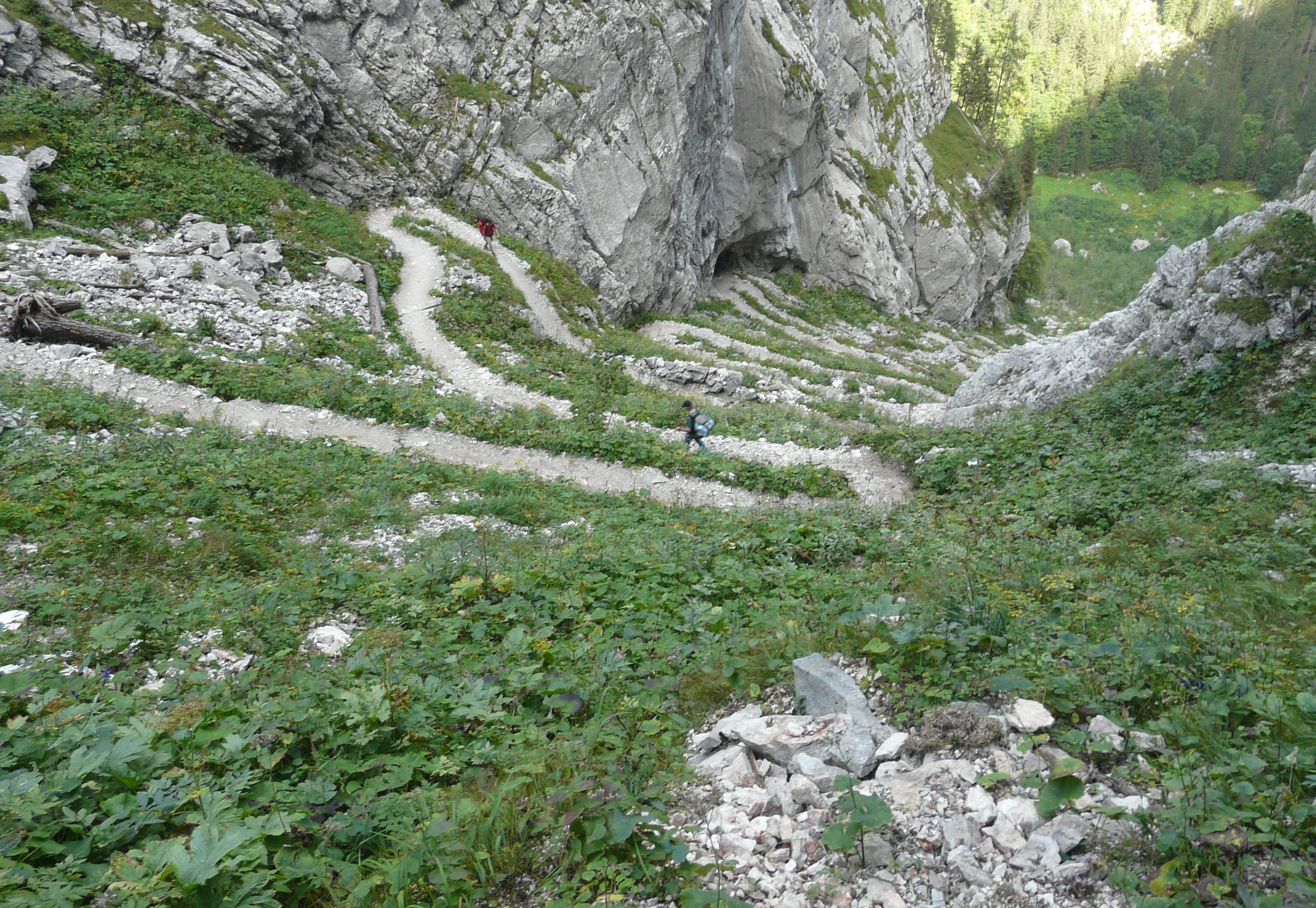
Die Saugasse mit den Serpentinen des Wanderweges

Die Saugasse ist eine schluchtartige Steilrinne in den Berchtesgadener Alpen, durch die sich der von St. Bartholomä ins Steinerne Meer zum Kärlingerhaus hinaufführende alpine Wanderweg zieht.

## Charakteristik
Die Saugasse liegt ungefähr auf der halben Wegstrecke zwischen dem Westufer des Königssees und dem Kärlingerhaus. Der Einstieg zur Saugasse befindet sich in ca. 980 Metern Höhe am südwestlichen Rand des früheren Weidegebietes der heute verfallenen Unterlahneralm. Von dort aus zieht die Gasse in südwestlicher Richtung am Nordwesthang des Simetsberg hoch und wird dabei auf der gegenüberliegenden Seite von den Felshängen des Graskopf und des Gjaidkopf sowie dem Zahn des Schneibers flankiert. Über eine Distanz von etwa 600 Metern werden dabei gut 300 Höhenmeter überwunden. Die Trasse des Wanderweges führt durch dieses bis zu 40 Grad steile Gelände in 32 Serpentinen hinauf. Am oberen Ende der Saugasse führt der Wanderweg in das ehemalige Weidegebiet der heute ebenfalls aufgelassenen Oberlahneralm hinein. An deren südlichem Ende knickt der Wanderweg nach Südosten ab und führt in einen weiteren Geländeanstieg mit zahlreichen Serpentinen hinein. Dieses Teilstück des Weges wird als Kleine Saugasse bezeichnet und beginnt auf einer Höhe von etwa 1500 Metern. Die Steilheit dieses Wegabschnittes ist allerdings deutlich moderater als die der Saugasse, so dass hier über eine Länge von etwa einem halben Kilometer nur mehr 100 Höhenmeter überwunden werden.

## Bilder

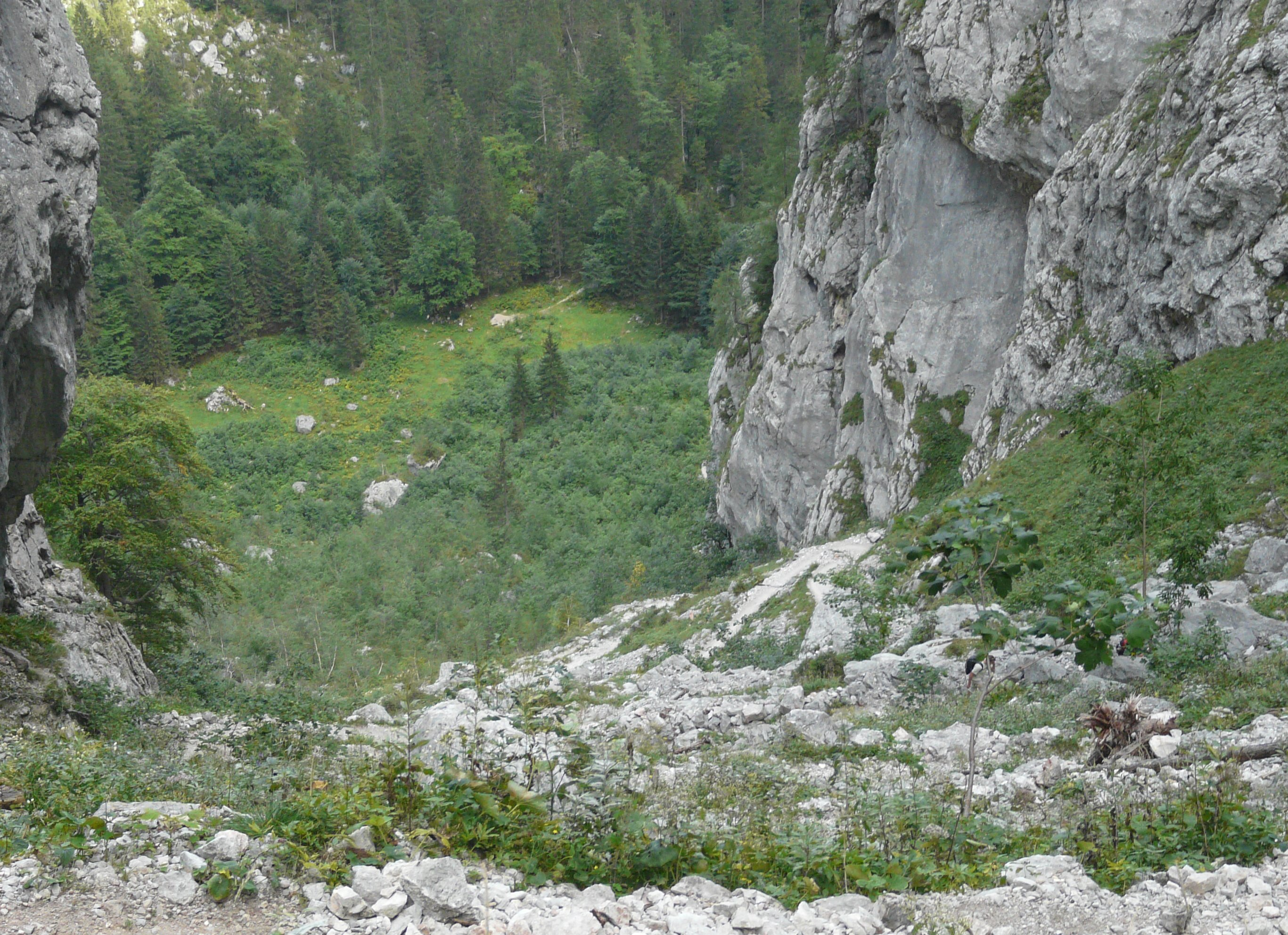
Der untere Teil der Saugasse und der südöstliche Bereich der aufgelassenen Unterlahneralm
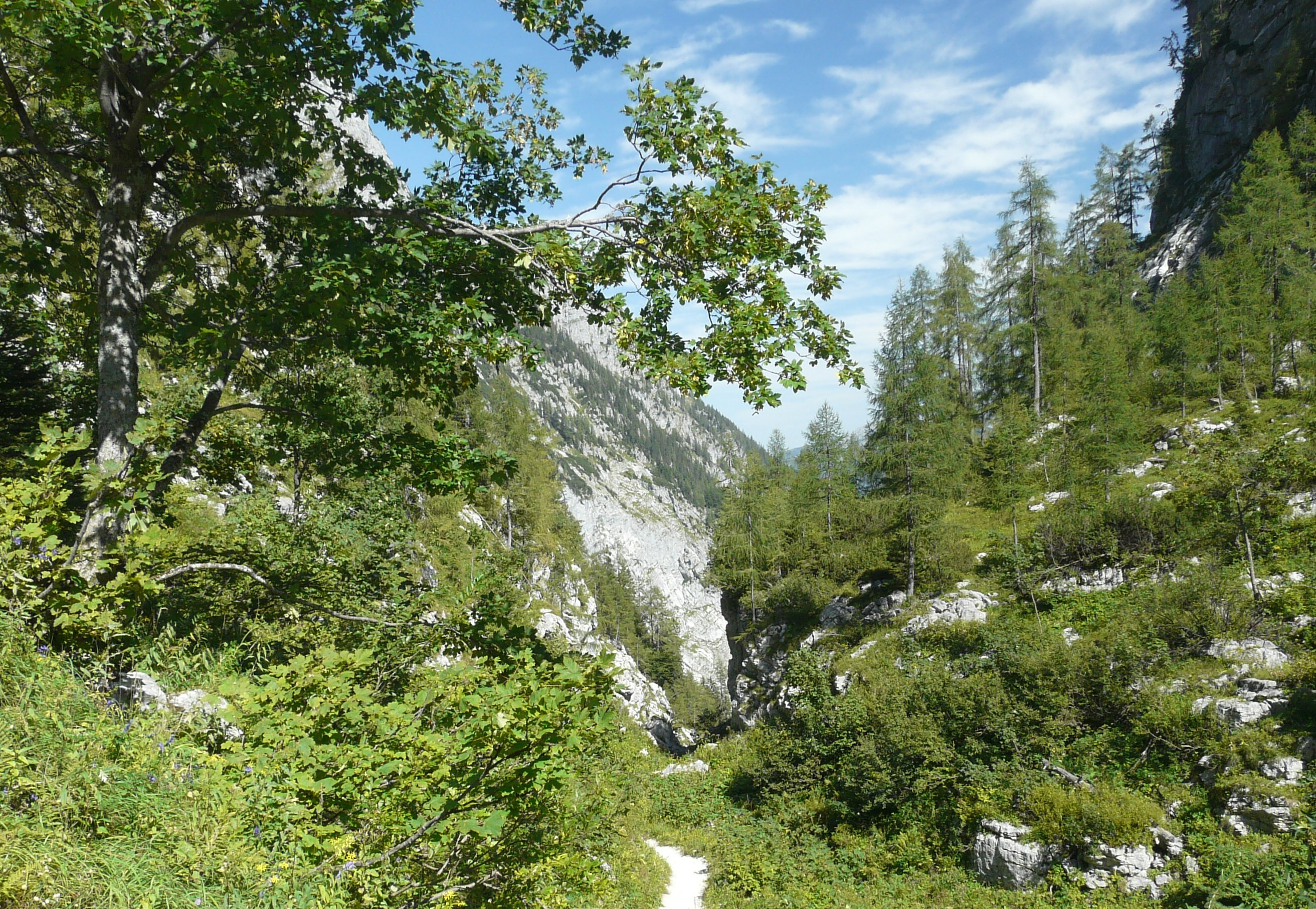
Das obere Ende der Saugasse mit dem Zugang zum ehemaligen Weidegebiet der Oberlahneralm
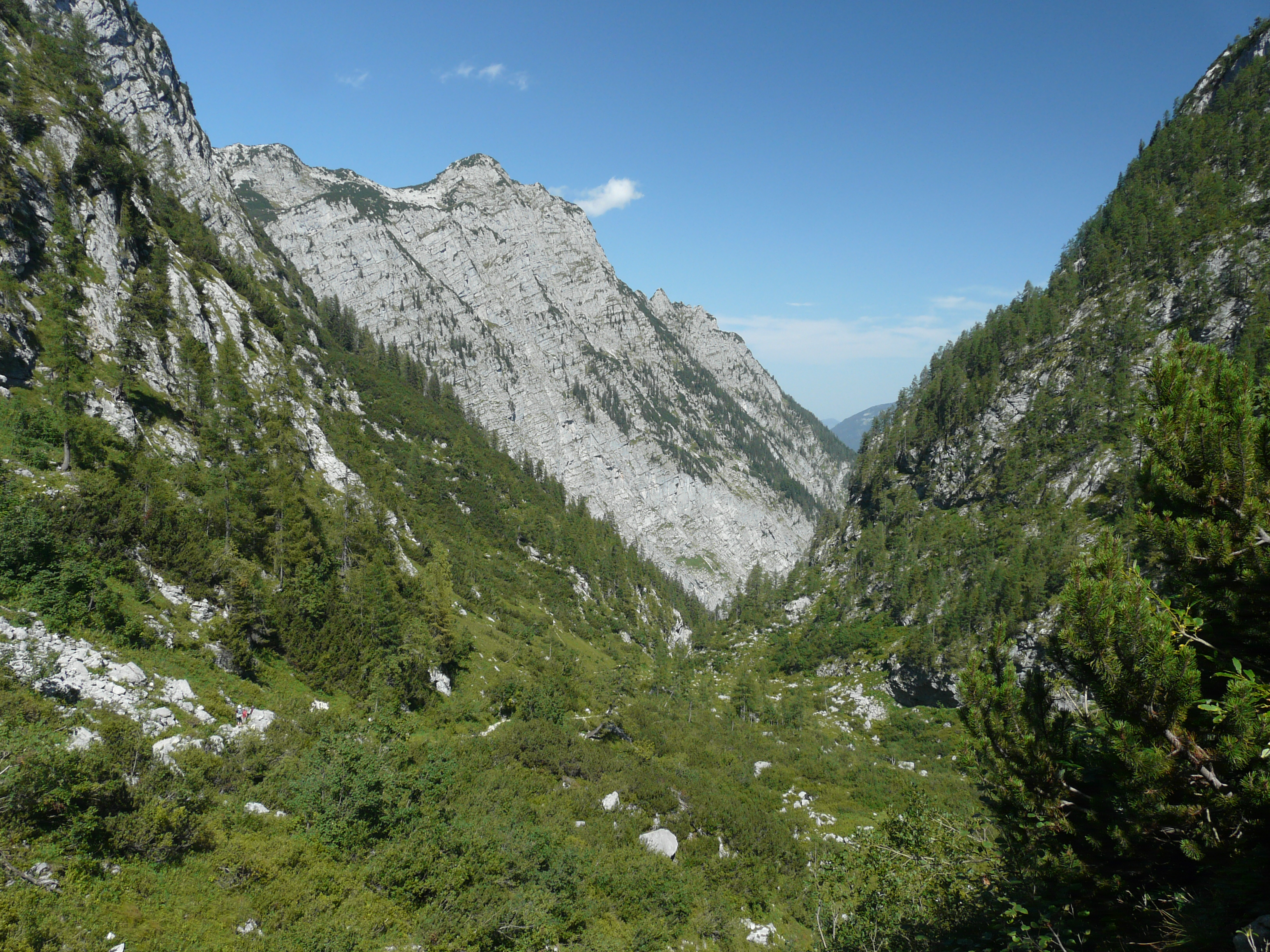
Das ehemalige Weidegebiet der aufgelassenen Oberlahneralm